# Michele Antonioli
Michele Antonioli (n. 31 ianuarie 1977, Bormio, Lombardia, Italia) este un sportiv ce a reprezentat Italia, medaliat olimpic. A participat la două ediții ale Jocurilor Olimpice (1998, 2002) în care a câștigat o medalie de argint.